# Woodlands County
Das Woodlands County ist einer der 63 Verwaltungsbezirke, ein „municipal districts“, in Alberta, Kanada. Der Verwaltungsbezirk gehört zur Census Division 13 und ist Teil der Region Zentral-Alberta. Der Bezirk als solches wurde, durch die Zusammenlegung anderer Bezirke, zum 1. Januar 1969 eingerichtet (incorporated als „Improvement District No. 15“) und änderte zuletzt zum Jahr 1999 seinen Namen von „Municipal District of Woodlands No. 15“ auf den aktuellen. Er hat seinen Verwaltungssitz in der Kleinstadt Whitecourt.
Der Verwaltungsbezirk ist für die kommunale Selbstverwaltung in den ländlichen Gebieten sowie den nicht rechtsfähigen Gemeinden, wie Dörfern und Weilern und Ähnlichem, zuständig. Für die Verwaltung der Kleinstädte in seinen Gebietsgrenzen ist er nicht zuständig.

## Lage
Der „Municipal District“ liegt im nördlichen Zentrum der kanadischen Provinz Alberta, etwa 180 Kilometer westnordwestlich vom Edmonton. Der Bezirk wird vom Athabasca River geprägt, welcher zuerst den Bezirk im Südwesten begrenzt, diesen dann in Ost-West-Richtung durchfließt und ihn anschließend im Nordosten begrenzt. Außerdem wird der südliche Bereich des Bezirks durch den aus den Süden kommenden McLeod River durchflossen, während im nördlichen Bereich der aus dem Norden kommende Freeman River fließt. Im Zentrum des Bezirks befindet sich mit dem Carson-Pegasus Provincial Park einer der Provincial Parks in Alberta.
Die Hauptverkehrsachsen des Bezirks sind der in Nord-Süd-Richtung verlaufende Alberta Highway 32 sowie der in Ost-West-Richtung verlaufende Alberta Highway 43. Außerdem verläuft eine Eisenbahnstrecke durch den Bezirk.
Im Zentrum des Bezirks finden sich ein 35,45 km² großes Reservat (Alexis Whitecourt Indian Reserve No. 232) der First Nations, dem Volk der Stoney.
| Big Lakes County                       |                                             | Municipal District of Lesser Slave River No. 124 |
| Municipal District of Greenview No. 16 | Kompassrose, die auf Nachbargemeinden zeigt | Westlock County County of Barrhead No. 11        |
|                                        | Yellowhead County                           | Lac Ste. Anne County                             |

## Bevölkerung
| Jahr | Erhebung          | Einwohner | Änderung | Fläche (km²) | Bev.-dichte (EW/km²) |
| ---- | ----------------- | --------- | -------- | ------------ | -------------------- |
| 2016 | Volkszählung 2016 | 4754      | + 10,4 % | 7669,13      | 0,6                  |
| 2011 | Volkszählung 2011 | 4306      | + 3,6 %  | 7668,31      | 0,6                  |

## Gemeinden und Ortschaften
Folgende Gemeinden liegen innerhalb der Grenzen des Verwaltungsbezirks:
- Stadt (City): keine
- Kleinstadt (Town): Whitecourt
- Dorf (Village): keine
- Weiler (Hamlet): Blue Ridge, Fort Assiniboine, Goose Lake

Außerdem bestehen noch weitere, noch kleinere Ansiedlungen und Einzelgehöfte.